# Wilmar Paredes
Wilmar Andrés Paredes Zapata (Medellín, 27 april 1996) is een Colombiaans baan- en wegwielrenner die sinds 2023 voor Team Medellín uitkomt.

## Carrière
Als junior werd Paredes Pan-Amerikaans kampioen op de weg door de sprint met vier te winnen. Later dat jaar behaalde hij de zilveren medaille in de ploegenachtervolging op het wereldkampioenschap baanwielrennen en werd hij twaafde in de wegwedstrijd op het wereldkampioenschap.
In 2015, zijn eerste jaar als belofte, won Paredes een etappe in de Ronde van Colombia voor beloften, die niet op de UCI-kalender stond. Zo'n twee weken later werd hij vijfde in de wegwedstrijd op de Pan-Amerikaanse kampioenschappen, negen seconden na Jhonatan Restrepo. In 2016 werd hij, met een achterstand van dertien punten op Heiner Parra, tweede in het bergklassement van de Ronde van Madrid. Later dat jaar werd hij met zijn teamgenoten Pan-Amerikaans kampioen ploegenachtervolging door het Canadese viertal in de finale te verslaan.
Doordat zijn ploeg een stap hogerop deed werd Paredes in 2017 prof. In april won hij het jongerenklassement van de Omloop van de Sarthe, waarna hij in mei het bergklassement van de Tour des Fjords op zijn palmares bijschreef. In augustus won hij de tweede etappe in de Ronde van Colombia.
In april 2019 werd hij door zijn ploeg Manzana Postobón Team ontslagen nadat hij eind februari betrapt was op EPO. In 2023 vervolgde hij zijn carrière bij de Colombiaanse wielerploeg Team Medellín. In 2024 behaalde hij brons in de wegwedstrijd op de Pan-Amerikaanse kampioenschappen. 

## Palmares

### Baanwielrennen
| Jaar     | CK       | P-AK                 | WK                   | Overig   |
| Junioren | Junioren | Junioren             | Junioren             | Junioren |
| -------- | -------- | -------------------- | -------------------- | -------- |
| 2014     |          |                      | Ploegenachtervolging |          |
| Elite    |          |                      |                      |          |
| 2016     |          | Ploegenachtervolging |                      |          |

### Wegwielrennen
2014
 Pan-Amerikaans kampioen op de weg, junioren
2017
Jongerenklassement Omloop van de Sarthe
Bergklassement Tour des Fjords
2e etappe Ronde van Colombia
2019
Bergklassement Ronde van Taiwan
2024
1e en 5e etappe Ronde van de Gila
Bergklassement Ronde van de Gila
1e etappe Vuelta Bantrab
Bergklassement Ronde van Hainan
 Pan-Amerikaans kampioenschap op de weg, elite
2025
2e etappe Vuelta Bantrab
1e en 7e etappe Ronde van Colombia

## Ploegen
- 2016 –  Manzana Postobón Team
- 2017 –  Manzana Postobón Team
- 2018 –  Manzana Postobón Team
- 2019 –  Manzana Postobón Team
- 2023 –  Team Medellín (vanaf 08/03)
- 2024 –  Team Medellín
- 2025 –  Team Medellín

Aguirre · Betancur · Bohórquez · Goikoetxea · Higuita · Molano · Muñoz · Osorio · Paredes · Parra · Restrepo · Reyes · Sierra · Suaza · Suesca · Villegas
Aguirre · Amador · Bohórquez · Bol · García · Higuita · Molano · Orjuela · Osorio · Paredes · Piedra · Reyes · Sierra · Suaza · Vilela · Villegas · Chía (stagiair) · Rivera (stagiair) · Ruiz (stagiair)
Aguirre · Amador · Bohórquez · Bol · Duarte · García · Higuita · Molano · Orjuela · Osorio · Paredes · Parra · Reyes · Sierra · Suaza · Vilela · Villegas